# Cosmoconus shenyangensis
Cosmoconus shenyangensis là một loài tò vò trong họ Ichneumonidae.